# Halaj

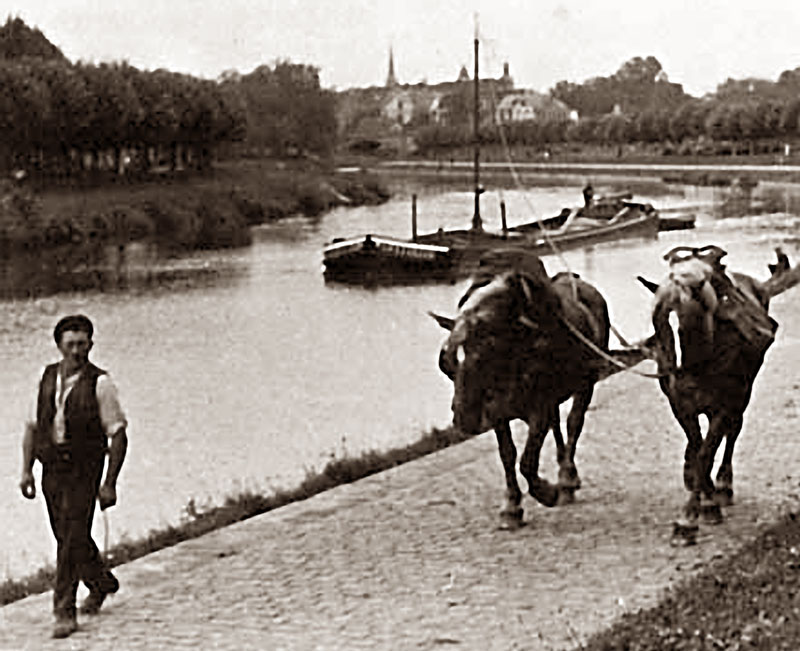
Halaj cu tracţiune animală

Halaj este operațiunea de remorcare a unui șlep sau unei nave cu ajutorul unor mijloace mecanice (locomotivă), al oamenilor, sau animalelor care se deplasează pe malul unei ape curgătoare, în lungul unui drum de halaj.